# Sinjar

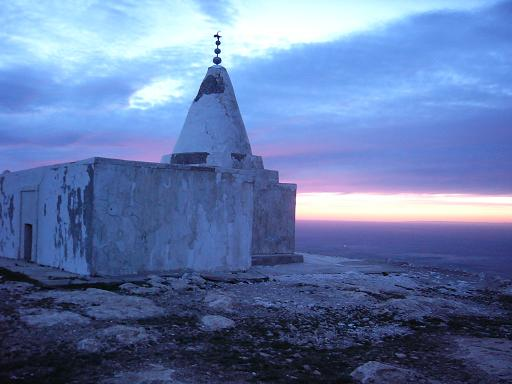
Temple yazidí a les muntanyes de Jabal Sinjar

Sinjar (en àrab:سنجار, en kurd: Şengal) és una ciutat de l'Iraq situada a la regió muntanyosa transfronterera de Jabal Sinjar, que comprèn l'àrea entre el riu Tigris i el Khabur. Sinjar és cap d'un districte de la Governació de Nínive en disputa entre l'Iraq i el Kurdistan Iraquià. La seva població al cens del 2006 era de 39.875 habitants

## Història
Fou l'antiga Singara (armeni Shngar o Mingara, grec Σίγγαρα), originalment una fortalesa a la part nord de Mesopotàmia ocupada per Trajà com a posició avançada romana a l'Imperi Part. Sota els emperadors Sever i Gordià I fou colònia romana i fou escenari d'una batalla entre Constanci i el rei Sapor II de Pèrsia, del que les dues parts es van declarar vencedors. Amià Marcel·lí descriu la batalla però diu que n'hi va haver una altra a Eleia. Sota Julià l'Apòstata fou escenari d'un famós setge dels perses, que va acabar amb l'assalt a la ciutat.
La ciutat va seguir en general els mateixos esdeveniments que l'Adiabene. Hi vivien cristians, zoroastrians i jueus. Al segle vi o començaments del VII hi varen emigrar els àrabs de la tribu dels taghlibites o Banu Taghlib. Vers la meitat del segle VII fou ocupada pel cap àrab Iyad ben Ghanm. En el segle VIII hi van esclatar dos moviments revolucionaris, el primer dirigit per Atik, de caràcter kharigita (736), i el segon que al-Masudi qualifica d'ibadita sense assenyalar la data. Al segle VII hi havia bisbes nestorians a la ciutat que s'hi van mantenir fins al 1278. També hi va haver bisbes jacobites des del 818, i hi van restar almenys fins al 1345.
Sota domini musulmà va formar part del Diyar Rabia i després de tenir governadors del califa, els hamdànides van esdevenir emirs hereditaris, però el seu govern local va existir fins al 970. Els dominis hamdànides van tornar al califat el 978 però els kurds yazidís de la zona, que s'havien instal·lat a la regió, van assolir el govern local. Després va ser governada pels ukàylides que van construir la ciutadella.
A partir del 1106 sota Čekermish de Mossul, els turcmans van intentar esdevenir independents a la regió. Fou dues vegades ocupada pel zengita Nur al-Din Mahmud el 1169 i el 1171 i una branca de la dinastia zengita hi va tenir la seu, iniciant-se amb Abu Said Zangi II (1170-1197) que hi va tenir una cort amb un alt nivell de cultura. Kutb al-Din Muhammad va fer construir una nova ciutadella al costat de la que havien construït els ukàylides. Va passar llavors als aiúbides amb al-Malik al-Ashraf Muzaffar al-Din del Diyar Bakr (1210-1220) i al visir de Mossul Badr al-Din Lulu (1222-1259). El 1261 les dues ciutadelles foren destruïdes pels mongols. Algunes fortificacions foren reconstruïdes sota el governador il-kànida Muhammad al-Yazdi.
Dominada per poc temps per Tamerlà que la va conquerir després d'un setge que la tradició diu que va durar set mesos, va passar seguidament als Kara Koyunlu i després als Ak Koyunlu. El 1507 fou ocupada pel safàvida Ismail I i el 1534 va passar als otomans i fou establerta com a cap de sandjak de la província (vilayat) del Diyar Bakr, però al cap d'un segle era només una nahiye del sandjak de Mardin situació que es va mantenir fins al 1830 en què va passar a ser una nahiye del sandjak de Mossul. La població era majoritàriament kurda yezidí i baburí, amb àrabs de la tribu Tayyi. Els kurds iazidites es van revoltar el 1850 i Dawud Pasha, governador de Bagdad, no van poder dominar la situació; el 1864, per la via de les negociacions ho va aconseguir Midjhat Pasha.
El 1920 va quedar dins del nou estat de l'Iraq i va passar a formar part de la muhafaza (regió administrativa) de Mossul. Sota Saddam Hussein, el febrer de 1976 la província o governació de Mossul fou rebatejada com a Nínive.
L'agost de 2014 es va produir la batalla de Sinjar entre els militants sunnites del grup terrorista Estat Islàmic i els peixmerga kurds. Després de la derrota dels peixmerga va tindre lloc un èxode massiu de residents, especialment de la comunitat iazidí, que és considerada per Estat Islàmic com a "adoradors del diable".
El 13 de novembre de 2015 els soldats peixmerga kurds, al costat de la coalició internacional liderada per EUA, van llançar una ofensiva llampec i a gran escala sobre la ciutat de Sinjar, en la qual van participar també les milícies iazidites de l'Aliança de Sinjar, entre elles les Unitats de Resistència de Sinjar (YBŞ). L'atac va ser llançat des de tres fronts -nord, est i oest- en diferents moments. Primer, l'atac va ser dut a terme des del nord, al costat del vessant de les muntanyes de Sinjar, amb forces d'infanteria. En la zona de l'est, desenes de combatents van poder infiltrar-se en els barris orientals de la ciutat. Finalment, des de l'oest, una altra força va aconseguir aconseguir el centre de la ciutat, enmig de l'esclat de violents enfrontaments en els barris residencials. La ciutat fou alliberada totalment del grup terrorista Estat Islàmic, els quals van abandonar la ciutat fugint entre les muntanyes veïnes de la ciutat. Sinjar, situada prop de la frontera siriana, era una localitat clau per als jihadistes perquè voreja una carretera utilitzada per l'EI per a fer circular homes i material entre els seus bastions de Mossul a l'Iraq i Raqqa a Síria.